# Milica de Montenegro
Milica de Montenegro (Cetinje, 26 de julho; 14 de julho no calendário juliano de 1866 – Alexandria, 5 de setembro de 1951) foi uma princesa montenegrina e grã-duquesa russa. Filha do rei Nicolau I de Montenegro e de sua esposa, a rainha Milena, ela adotou o nome de Militza Nikolaevna após se casar com o grão-duque russo Pedro Nikolaevich.

## Primeiros anos

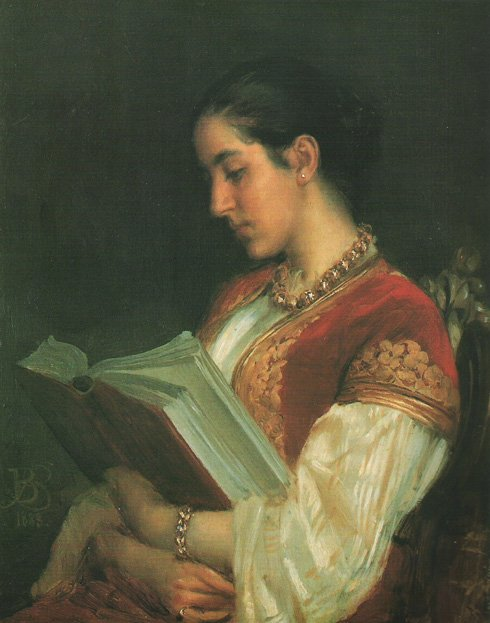
Milica em sua juventude

Milica nasceu no dia 26 de julho de 1866 (14 de julho no calendário juliano), em Cetinje, Principado de Montenegro, numa numerosa família, filha do príncipe montenegrino Nicolau Petrović-Njegoš (mais tarde rei Nicolau I de Montenegro) e de sua esposa, Milena Vukotić, última descendente de um voivoda local. A princesa passou a infância em sua terra natal. Posteriormente, juntamente com as irmãs Stana (mais tarde conhecida como Anastásia), Helena e Maria, foi convidada à Rússia pelo czar Alexandre III da Rússia para receber educação no Instituto Smolny, uma escola destinada a jovens nobres. Durante esse período, ocorreu a primeira tragédia de sua vida: sua irmã mais nova, Maria, morreu repentinamente.

## Casamento

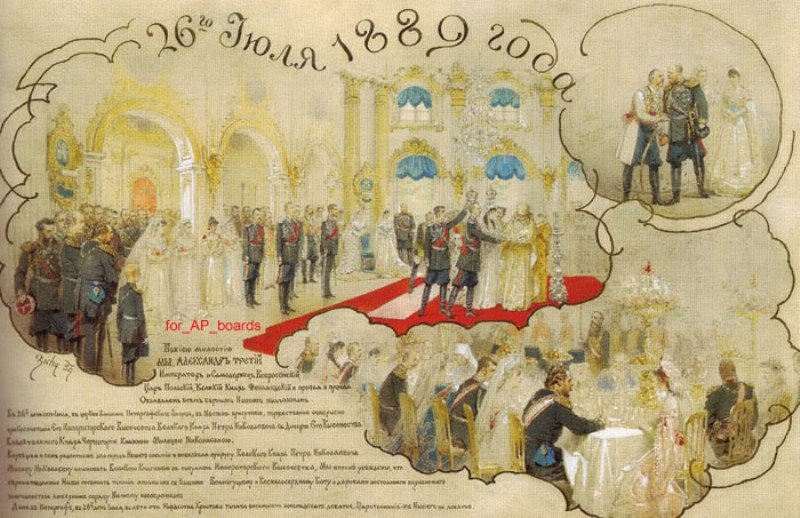
Casamento do grão-duque Pedro Nikolaevich com a princesa Milica de Montenegro. Peterhof, 26 de julho de 1889.

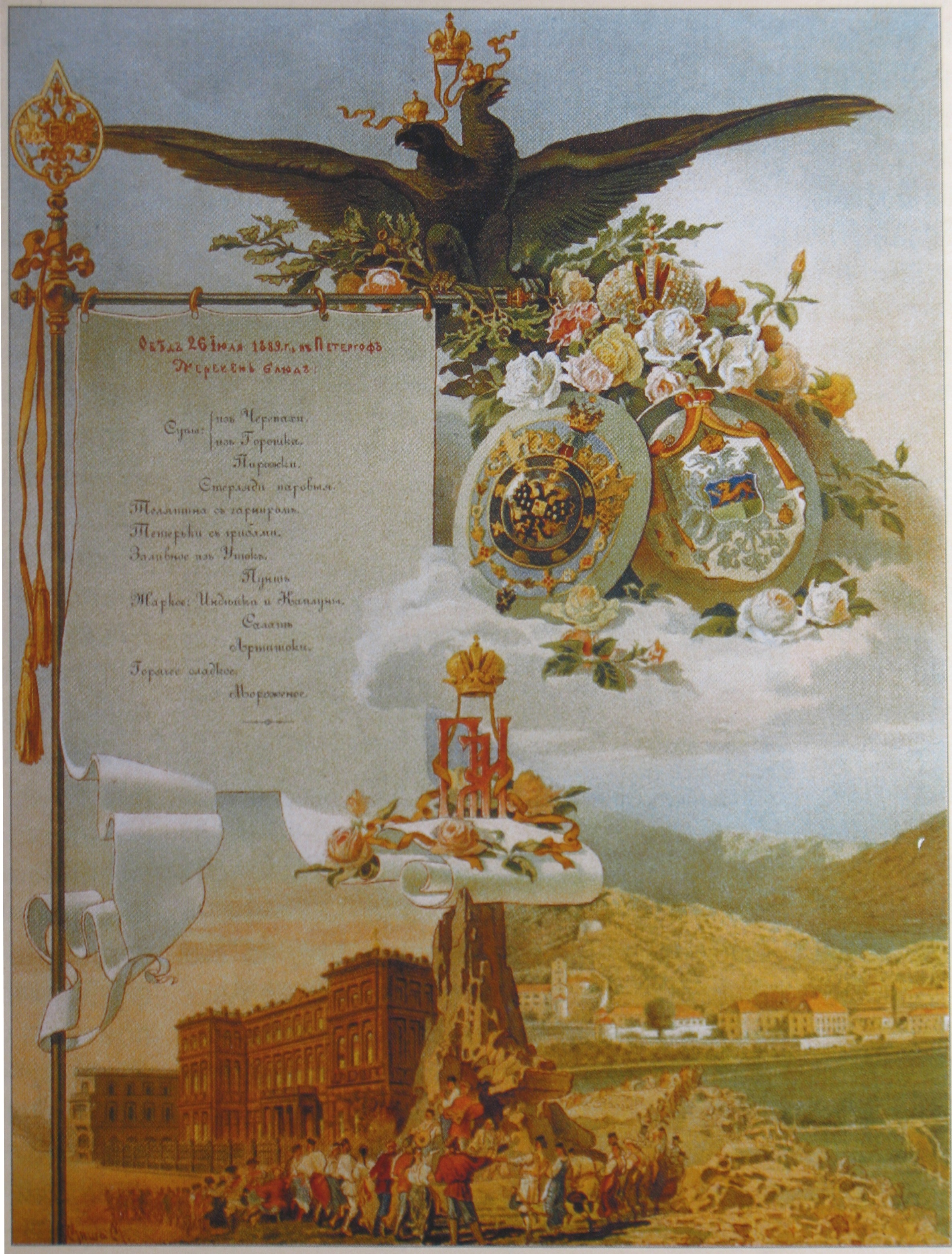
Menu do banquete de casamento do grão-duque Pedro Nikolaevich com a princesa Milica de Montenegro: sopa de tartaruga, esterlina (peixe), teterevas (aves silvestres), pato em aspic, entre outros pratos. Peterhof, 26 de julho de 1889.

Após completar sua formação Milica casou-se com o grão-duque Pedro Nikolaevich, neto do czar Nicolau I. A cerimônia ocorreu em 26 de julho de 1889 em Peterhof. Após o casamento Milica adotou o nome de Militza Nikolaevna. O casal teve quatro filhos:
1. Marina Petrovna (1892-1981), casada com o príncipe Alexandre Galitzine, sem descendência;
2. Romano Petrovich (1896-1978), casado com a condessa Praskovia Cheremeteva, com descendência;
3. Nádia Petrovna (1898-1988), casada com o príncipe Nicolau Orlov, com descendência;

- Sofia Petrovna (1898-1898), morreu na infância.[3]

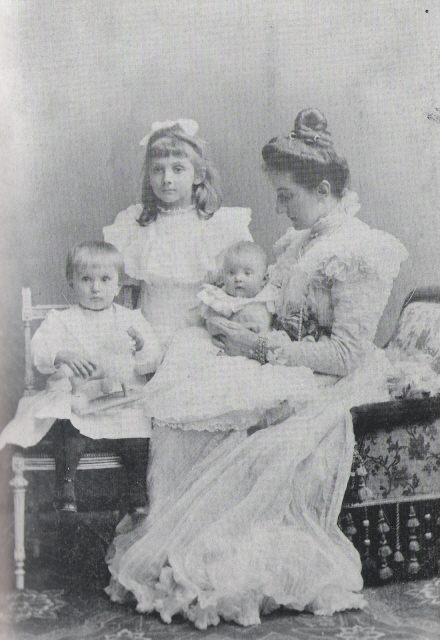
A grã-duquesa Militza Nikolaevna da Rússia com seus filhos (da esquerda para a direita: Romano, Marina e Nádia).

## Vida na corte russa

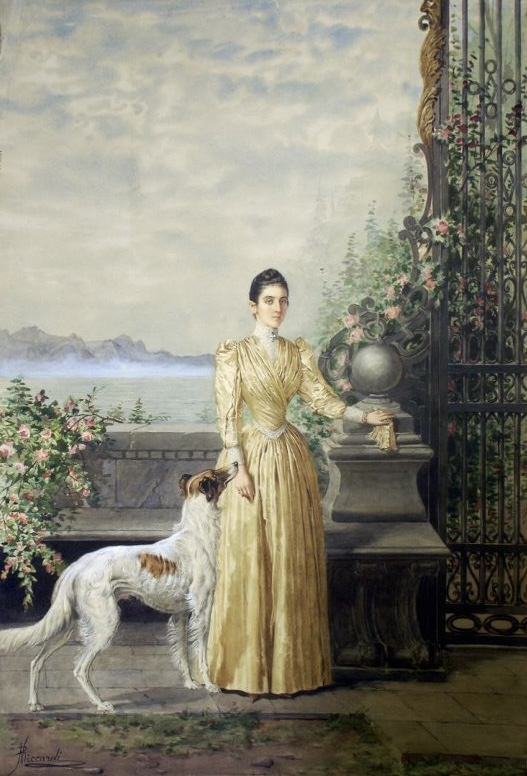
Pintura da grã-duquesa Militza Nikolaevna da Rússia com um cão da raça Borzoi.

A agora grã-duquesa Militza Nikolaevna da Rússia considerava-se uma mulher culta e inteligente, e comportava-se com arrogância diante de seus parentes russos. Era o completo oposto do marido, um homem reservado, tímido e silencioso. Na corte, Militza e Anastásia desempenharam um papel de destaque e mantiveram-se próximas da família imperial por vários anos. Lá, eram chamadas de forma pejorativa de "montenegrinas" ou até mesmo de "corvos montenegrinos". Desde jovem, Militza se destacava por seu interesse pelo misticismo. Era fascinada pelos escritos de místicos orientais, ocultismo e espiritualismo. Chegou inclusive a receber um doutorado honoris causa em alquimia, concedido em Paris. Durante sua estadia na capital francesa, conheceu um espiritualista e magnetizador conhecido como Padre Philippe, a quem convidou para ir a São Petersburgo. Nessa cidade, apresentou-o à imperatriz Alexandra Feodorovna, assegurando-lhe que aquele milagreiro poderia curá-la de suas crises de neuralgia.
Pouco tempo depois, foi Militza quem introduziu Grigori Rasputin na corte. Graças à sua influência, ele ganhou notoriedade como curandeiro e vidente, vindo a desempenhar um papel significativo na queda da monarquia. Juntamente com sua irmã Anastásia, de quem era inseparável, Militza pretendia utilizar o "místico" como instrumento de influência sobre o czar Nicolau II, a fim de promover interesses pessoais e beneficiar seu país natal, Montenegro. No entanto, em 1909, ocorreu uma ruptura definitiva com a família imperial, e as irmãs Militza e Anastásia tornaram-se algumas das principais opositoras e articuladoras da campanha contra Rasputin.
Devido à doença do marido — Pedro Nikolaevich sofria de tuberculose pulmonar — Militza Nikolaevna viveu por longos períodos no exterior, especialmente na Crimeia, onde o grão-duque possuía uma grande propriedade, o Palácio Dulber. Militza Nikolaevna permaneceu lá durante os anos da Primeira Guerra Mundial, de 1915 a 1916.

## Revolução e exílio
Em 1917, a família de Militza Nikolaevna escapou em segurança de Petrogrado. Inicialmente, mudaram-se para a Crimeia e, posteriormente, em 11 de abril de 1919, durante a evacuação da Crimeia, foram retirados a bordo do encouraçado britânico HMS Marlborough e levados para a Europa, juntamente com outros membros da família Romanov.
Militza e o marido viveram na França por vários anos. Após o falecimento do grão-duque em 1931, a grã-duquesa viúva mudou-se com o filho Romano e sua família para a Itália, onde o rei Vítor Emanuel III, marido de sua irmã mais nova, Helena, reinava.
Após o fim da Segunda Guerra Mundial e a abdicação do rei Vítor Emanuel III, Militza partiu para o Egito.
Militza Nikolaevna morreu em 5 de setembro de 1951, em Alexandria. Ela repousa na cripta da Igreja Ortodoxa Russa de São Miguel Arcanjo, em Cannes, ao lado do marido.